# Голя, Эуджения
Эудже́ния Го́ля (рум. Eugenia Golea; род. 10 марта 1971, Бухарест, Румыния) — румынская гимнастка, серебряная медалистка Олимпийских игр в командном первенстве (1988). Чемпионка мира в командном первенстве (1987, на том чемпионате также завоевала серебряную медаль в опорном прыжке).